# 天主教馬凱特教區
天主教馬凱特教區（拉丁語：Dioecesis Marquettensis）是美國一個羅馬天主教教區。為底特律總教區的附屬教區。
教區範圍包括密西根上半島，教座位於馬凱特。2004年有教友68,360人、七十四個堂區、一百名司鐸。現任主教為若望·方濟各·多伏爾（John Francis Doerfler）。
上密西根代牧區成立於1853年7月29日，1857年1月9日升為蘇聖瑪麗教區。1865年10月23日易名為蘇聖瑪麗-馬凱特教區，1937年1月3日教准遷至馬凱特至今。